# 미와사키정
미와사키정(三輪崎町)은 와카야마현 히가시무로군에 있던 정이다. 현재의 신구시 남쪽끝에 해당한다.

## 지리
기이반도의 남부에 위치하며 구마노나다에 접해 있다. 정내에는 사노강을 비롯한 여러 강이 흐르고 있어 해안을 따라 비교적 넓은 평지가 펼쳐져 있다. 마을 안에는 신구항의 대항으로 발전한 미와사키항이 있으며, 과거에는 오사카를 잇는 항로도 운항했지만, 신구 철도(현 기세 본선) 미와사키역에서 가쓰우라역(현 기이 가쓰우라역)까지 개통되면서 오사카에서 출발하는 항로는 가쓰우라까지만 운항하게 되어 쇠퇴했다. 

## 역사
- 1889년 4월 1일 - 정촌제 시행에 의해 3촌의 구역을 가지고 미와사키촌이 성립하였다.
- 1907년 6월 5일 - 정으로 승격해 미와사키정이 되었다.
- 1933년 10월 1일 - 신구정과 합병해, 신구시가 성립하여, 동일 미와사키정은 폐지되었다.

## 경제
이 지역은 예로부터 어업으로 번성했으며, 특히 미와사키의 방어가 유명하고 포경도 활발하게 이루어졌다. 메이지 초기에는 호주 근해의 흰다리조개 채취를 위한 기지로서 번영을 누렸으나, 이후 쇠퇴했다.

## 교통

### 철도
- 일본국유철도
  - 기세이 본선

### 도로
2급 국도 제170호 와카야마 마쓰자카선 (현재의 국도 제42호선)